# قصر عقيلة المشعان
قصر عقيلة المشعان يقع القصر في القريات شمال المملكة العربية السعودية.

## الوصف
يقع القصر إلى الشمال من قلعة الصعيدي، ويعتبر من أهم القصور الأثرية التي يعود تاريخها إلى زمن الأنباط، حيث يوجد به كسر فخارية مشابهة للفخار الموجودة في قمة جبل الصعيدي وقصر أم قصير وقصر الخراب. يتكون القصر من عدد من الغرف يحيط بها فناء كبير مهدم ومبني من الحجارة البازلتية غير المنتظمة مشابه في بنائه لقصر الخراب وقصر أم قصير ويوجد في الجهة الشرقية منه عدد من الأساسات المطمورة تحت الأرض يمكن مشاهدتها من قمة جبل الصعيدي بوضوح.